# 14 février aux Jeux olympiques de 2010
Pour un article plus général, voir Jeux olympiques d'hiver de 2010.
Le dimanche 14 février aux Jeux olympiques d'hiver de 2010 est le troisième jour de compétition.

## Programme
| Heure UTC-8 (Vancouver)                       |               |
| bleu                                          | Cérémonie     |
| neutre                                        | Épreuve       |
| or                                            | Finale        |
| orange                                        | Petite finale |
| rose                                          | Reporté       |
| gris                                          | Annulé        |
| Compétition masculine                         | Hommes        |
| Compétition féminine                          | Femmes        |
| Compétition mixte (hommes et femmes mélangés) | Mixte         |
| Compétition en couple (1 homme et 1 femme)    | Couple        |
| modifier                                      |               |

| Horaire | Discipline Spécialité | Discipline Spécialité                                 | Discipline Spécialité                      | Phase                                  | Résultats | Références |
| ------- | --------------------- | ----------------------------------------------------- | ------------------------------------------ | -------------------------------------- | --------- | ---------- |
| 10:00   |                       | Combiné nordique Individuel au tremplin normal (Saut) | Compétition hommes                         | Manche de compétition                  | -         | -          |
| 11:15   |                       | Biathlon Sprint 10 km                                 | Compétition hommes                         | Finale                                 | -         | -          |
| 12:00   |                       | Hockey sur glace                                      | Compétition femmes                         | Manche préliminaire Groupe B - Match 3 | 12 - 1    | -          |
| 13:00   |                       | Luge Simple                                           | Compétition hommes                         | 3e manche                              | -         | -          |
| 13:00   |                       | Patinage de vitesse 3000 m                            | Compétition femmes                         | Finale                                 | -         | -          |
| 13:45   |                       | Combiné nordique Individuel au tremplin normal (10km) | Compétition hommes                         | Finale                                 | -         | -          |
| 14:30   |                       | Ski acrobatique Bosses                                | Compétition hommes                         | Qualifications                         | -         | -          |
| 15:10   |                       | Luge Simple                                           | Compétition hommes                         | Finale                                 | -         | -          |
| 16:30   |                       | Patinage artistique Couples                           | Compétition en couple (1 homme et 1 femme) | Programme court                        | -         | -          |
| 16:30   |                       | Hockey sur glace                                      | Compétition femmes                         | Manche préliminaire Groupe B - Match 4 | 5 - 1     | -          |
| 17:30   |                       | Ski acrobatique Bosses                                | Compétition hommes                         | Finale                                 | -         | -          |

## Médailles du jour
- Pays organisateur (Canada)

| Rang  | Nation             | Or | Argent | Bronze | Total |
| ----- | ------------------ | -- | ------ | ------ | ----- |
| 1     | France             | 2  | 0      | 0      | 2     |
| 2     | Allemagne          | 1  | 2      | 0      | 3     |
| 3     | Canada             | 1  | 0      | 1      | 2     |
| 4     | République tchèque | 1  | 0      | 0      | 1     |
| 5     | États-Unis         | 0  | 1      | 1      | 2     |
| 6     | Australie          | 0  | 1      | 0      | 1     |
| 6     | Norvège            | 0  | 1      | 0      | 1     |
| 8     | Italie             | 0  | 0      | 2      | 2     |
| 9     | Croatie            | 0  | 0      | 1      | 1     |
| Total | Total              | 5  | 5      | 5      | 15    |